# Soupisky mužstev na mistrovství světa ve fotbale 2014 (skupina H)
Toto je soupiska čtyř mužstev skupiny H na Mistrovství světa ve fotbale 2014.

## Alžírsko
- Konečná nominace proběhla 2. června 2014 a bylo v ní nominováno celkem 23 fotbalistů.[1]

| Č.        | Jméno              | Datum narození              | Klub                 | Zápasy (góly) | Na MS    | Na MS    | Na MS    | Na MS    | Na MS    |          |
| Č.        | Jméno              | Datum narození              | Klub                 | Zápasy (góly) | Z        | G        | ŽK       | ČK       | min.     |          |
| Brankáři  | Brankáři           | Brankáři                    | Brankáři             | Brankáři      | Brankáři | Brankáři | Brankáři | Brankáři | Brankáři | Brankáři |
| --------- | ------------------ | --------------------------- | -------------------- | ------------- | -------- | -------- | -------- | -------- | -------- | -------- |
| 1         | Cédric Si Muhammad | 9. ledna 1985 (29 let)      | CS Constantine       | 1 (0)         | 0        | 0        | 0        | 0        | 0        |          |
| 16        | Muhammad Zimmamúš  | 19. března 1985 (29 let)    | USM Alger            | 7 (0)         | 0        | 0        | 0        | 0        | 0        |          |
| 23        | Raís Mbuhli        | 25. října 1986 (27 let)     | PFK CSKA Sofia       | 28 (0)        | 4        | 0        | 0        | 0        | 390      |          |
| Obránci   |                    |                             |                      |               |          |          |          |          |          |          |
| 2         | Madžíd Búghirra –  | 7. srpna 1982 (31 let)      | Lekhwiya SC          | 62 (4)        | 3        | 0        | 1        | 0        | 202      |          |
| 3         | Fauzí Ghulám       | 1. února 1991 (23 let)      | SSC Neapol           | 6 (0)         | 2        | 0        | 0        | 0        | 210      |          |
| 4         | Saíd Bilkalím      | 1. ledna 1989 (25 let)      | Watford FC           | 13 (1)        | 3        | 0        | 0        | 0        | 211      |          |
| 5         | Rafík Hallíš       | 2. září 1986 (27 let)       | Académica de Coimbra | 29 (1)        | 4        | 1        | 1        | 0        | 367      |          |
| 6         | Džamil Misbáh      | 9. října 1984 (29 let)      | AS Livorno Calcio    | 26 (0)        | 2        | 0        | 1        | 0        | 180      |          |
| 12        | Carl Medžání       | 15. května 1985 (29 let)    | Valenciennes FC      | 26 (1)        | 3        | 0        | 0        | 0        | 264      |          |
| 17        | Ljasín Cadamuro    | 5. března 1988 (26 let)     | RCD Mallorca         | 7 (0)         | 0        | 0        | 1        | 0        | 0        |          |
| 20        | Ajsa Mandí         | 22. října 1991 (22 let)     | Stade Reims          | 2 (0)         | 3        | 0        | 0        | 0        | 300      |          |
| Záložníci |                    |                             |                      |               |          |          |          |          |          |          |
| 7         | Hasan Jibdá        | 14. května 1984 (30 let)    | Udinese Calcio       | 25 (2)        | 1        | 0        | 0        | 0        | 19       |          |
| 8         | Mahdí Lasín        | 15. května 1984 (30 let)    | Getafe CF            | 30 (0)        | 3        | 0        | 0        | 0        | 152      |          |
| 11        | Jasín Brahímí      | 8. února 1990 (24 let)      | Granada CF           | 6 (0)         | 3        | 1        | 0        | 0        | 190      |          |
| 14        | Nabíl bin Tálib    | 24. listopadu 1994 (19 let) | Tottenham Hotspur FC | 3 (1)         | 3        | 0        | 1        | 0        | 270      |          |
| 19        | Safír Tajdir       | 29. února 1992 (22 let)     | Inter Milán          | 11 (3)        | 2        | 0        | 0        | 0        | 168      |          |
| 22        | Mahdí Mustafá      | 30. srpna 1983 (30 let)     | AC Ajaccio           | 23 (0)        | 2        | 0        | 0        | 0        | 210      |          |
| Útočníci  |                    |                             |                      |               |          |          |          |          |          |          |
| 9         | Nabíl Ghilas       | 20. dubna 1990 (24 let)     | FC Porto             | 5 (2)         | 3        | 0        | 1        | 0        | 36       |          |
| 10        | Sufján Fighúlí     | 26. prosince 1989 (24 let)  | Valencia CF          | 19 (5)        | 4        | 1        | 0        | 0        | 390      |          |
| 13        | Islám Slimaní      | 18. června 1988 (25 let)    | Sporting CP          | 20 (10)       | 4        | 2        | 0        | 0        | 324      |          |
| 15        | Arbí Hilál Súdání  | 25. listopadu 1987 (26 let) | GNK Dinamo Záhřeb    | 22 (11)       | 3        | 0        | 0        | 0        | 167      |          |
| 18        | Abdal Múmin Džabú  | 31. ledna 1987 (27 let)     | Club Africain        | 8 (1)         | 3        | 2        | 0        | 0        | 170      |          |
| 21        | Rijád Mahriz       | 21. února 1991 (23 let)     | Leicester City FC    | 2 (0)         | 1        | 0        | 0        | 0        | 71       |          |
| Trenér    |                    |                             |                      |               |          |          |          |          |          |          |
|           | Vahid Halilhodžić  | 15. října 1952 (61 let)     |                      | 26 (17 výher) |          |          |          |          |          |          |

## Belgie
- Konečná nominace proběhla 3. června 2014 a bylo v ní nominováno celkem 23 fotbalistů.[2] Kvůli zlomené kosti v noze byl nucen trenér hlavního mužstva Marc Wilmots opomenout z nominace brankáře Koena Casteelse, který byl nahrazen Sammym Bossutem.[3] Naopak se v ní objevil mladík Adnan Januzaj, který neodehrál v kvalifikaci ani jeden zápas, neboť ještě nebyl přesvědčen, zda bude Belgii vůbec reprezentovat. Někteří belgičtí fotbalisté, kteří hráli v kvalifikaci (např. Kevin Mirallas), s jeho nominací nesouhlasili.[4]

| Č.        | Jméno                | Datum narození              | Klub                     | Zápasy (góly) | Na MS    | Na MS    | Na MS    | Na MS    | Na MS    |          |
| Č.        | Jméno                | Datum narození              | Klub                     | Zápasy (góly) | Z        | G        | ŽK       | ČK       | min.     |          |
| Brankáři  | Brankáři             | Brankáři                    | Brankáři                 | Brankáři      | Brankáři | Brankáři | Brankáři | Brankáři | Brankáři | Brankáři |
| --------- | -------------------- | --------------------------- | ------------------------ | ------------- | -------- | -------- | -------- | -------- | -------- | -------- |
| 1         | Thibaut Courtois     | 11. května 1992 (22 let)    | Atlético Madrid          | 17 (0)        | 5        | 0        | 0        | 0        | 480      |          |
| 12        | Simon Mignolet       | 6. března 1988 (26 let)     | Liverpool FC             | 14 (0)        | 0        | 0        | 0        | 0        | 0        |          |
| 13        | Sammy Bossut         | 11. srpna 1985 (28 let)     | SV Zulte-Waregem         | 0 (0)         | 0        | 0        | 0        | 0        | 0        |          |
| Obránci   |                      |                             |                          |               |          |          |          |          |          |          |
| 2         | Toby Alderweireld    | 2. března 1989 (25 let)     | Atlético Madrid          | 34 (1)        | 4        | 0        | 2        | 0        | 390      |          |
| 3         | Thomas Vermaelen     | 14. listopadu 1985 (28 let) | Arsenal FC               | 47 (1)        | 1        | 0        | 0        | 0        | 31       |          |
| 4         | Vincent Kompany –    | 10. dubna 1986 (28 let)     | Manchester City FC       | 59 (4)        | 4        | 0        | 1        | 0        | 390      |          |
| 5         | Jan Vertonghen       | 24. dubna 1987 (27 let)     | Tottenham Hotspur FC     | 56 (4)        | 5        | 1        | 1        | 0        | 449      |          |
| 15        | Daniel Van Buyten    | 7. února 1978 (36 let)      | FC Bayern Mnichov        | 79 (10)       | 5        | 0        | 0        | 0        | 480      |          |
| 18        | Nicolas Lombaerts    | 20. března 1985 (29 let)    | FK Zenit Sankt-Petěrburg | 25 (2)        | 1        | 0        | 0        | 0        | 90       |          |
| 21        | Anthony Vanden Borre | 24. října 1987 (26 let)     | RSC Anderlecht           | 25 (1)        | 1        | 0        | 0        | 0        | 90       |          |
| 23        | Laurent Ciman        | 5. srpna 1985 (28 let)      | Standard Lutych          | 8 (0)         | 0        | 0        | 0        | 0        | 0        |          |
| Záložníci |                      |                             |                          |               |          |          |          |          |          |          |
| 6         | Axel Witsel          | 12. ledna 1989 (25 let)     | FK Zenit Sankt-Petěrburg | 48 (5)        | 4        | 0        | 1        | 0        | 390      |          |
| 7         | Kevin De Bruyne      | 28. června 1991 (22 let)    | VfL Wolfsburg            | 21 (4)        | 4        | 1        | 0        | 0        | 390      |          |
| 8         | Marouane Fellaini    | 22. listopadu 1987 (26 let) | Manchester United FC     | 50 (8)        | 5        | 1        | 0        | 0        | 415      |          |
| 10        | Eden Hazard          | 7. ledna 1991 (23 let)      | Chelsea FC               | 45 (6)        | 5        | 0        | 0        | 0        | 369      |          |
| 11        | Kevin Mirallas       | 5. října 1987 (26 let)      | Everton FC               | 44 (9)        | 4        | 0        | 0        | 0        | 222      |          |
| 16        | Steven Defour        | 15. dubna 1988 (26 let)     | FC Porto                 | 43 (2)        | 1        | 0        | 0        | 1        | 45       |          |
| 20        | Adnan Januzaj        | 5. února 1995 (19 let)      | Manchester United FC     | 1 (0)         | 1        | 0        | 0        | 0        | 60       |          |
| Útočníci  |                      |                             |                          |               |          |          |          |          |          |          |
| 9         | Romelu Lukaku        | 13. května 1993 (21 let)    | Everton FC               | 29 (6)        | 4        | 1        | 0        | 0        | 174      |          |
| 14        | Dries Mertens        | 6. května 1987 (27 let)     | SSC Neapol               | 25 (3)        | 5        | 1        | 0        | 0        | 268      |          |
| 17        | Divock Origi         | 18. dubna 1995 (19 let)     | Lille OSC                | 2 (0)         | 5        | 1        | 0        | 0        | 247      |          |
| 19        | Moussa Dembélé       | 16. července 1987 (26 let)  | Tottenham Hotspur FC     | 57 (5)        | 2        | 0        | 1        | 0        | 155      |          |
| 22        | Nacer Chadli         | 2. srpna 1989 (24 let)      | Tottenham Hotspur FC     | 20 (2)        | 4        | 0        | 0        | 0        | 100      |          |
| Trenér    |                      |                             |                          |               |          |          |          |          |          |          |
|           | Marc Wilmots         | 22. února 1969 (45 let)     |                          | 22 (13 výher) |          |          |          |          |          |          |

## Jižní Korea
- Konečná nominace proběhla 8. května 2014 a bylo v ní nominováno celkem 23 fotbalistů.[5]

| Č.        | Jméno           | Datum narození             | Klub                    | Zápasy (góly) | Na MS    | Na MS    | Na MS    | Na MS    | Na MS    |          |
| Č.        | Jméno           | Datum narození             | Klub                    | Zápasy (góly) | Z        | G        | ŽK       | ČK       | min.     |          |
| Brankáři  | Brankáři        | Brankáři                   | Brankáři                | Brankáři      | Brankáři | Brankáři | Brankáři | Brankáři | Brankáři | Brankáři |
| --------- | --------------- | -------------------------- | ----------------------- | ------------- | -------- | -------- | -------- | -------- | -------- | -------- |
| 1         | Čung Song-rjong | 4. ledna 1985 (29 let)     | Suwon Samsung Bluewings | 60 (0)        | 2        | 0        | 0        | 0        | 180      |          |
| 21        | Kim Sung-kju    | 30. září 1990 (23 let)     | Ulsan Hyundai FC        | 5 (0)         | 1        | 0        | 0        | 0        | 90       |          |
| 23        | I Pom-jong      | 2. dubna 1989 (25 let)     | Pusan IPark             | 0 (0)         | 0        | 0        | 0        | 0        | 0        |          |
| Obránci   |                 |                            |                         |               |          |          |          |          |          |          |
| 2         | Kim Čchang-su   | 12. září 1985 (28 let)     | Kašiwa Reysol           | 8 (0)         | 0        | 0        | 0        | 0        | 0        |          |
| 3         | Jun Sok-jong    | 13. února 1990 (24 let)    | Queens Park Rangers FC  | 3 (0)         | 3        | 0        | 0        | 0        | 270      |          |
| 4         | Kwak Te-hi      | 8. července 1981 (32 let)  | Al Hilal FC             | 34 (5)        | 0        | 0        | 0        | 0        | 0        |          |
| 5         | Kim Jong-kwon   | 27. února 1990 (24 let)    | Kuang-čou FC            | 20 (1)        | 3        | 0        | 0        | 0        | 270      |          |
| 6         | Hwang Sok-ho    | 27. června 1989 (24 let)   | Sanfrecce Hirošima      | 3 (0)         | 1        | 0        | 0        | 0        | 17       |          |
| 12        | I Jong          | 24. prosince 1986 (27 let) | Ulsan Hyundai FC        | 11 (0)        | 3        | 0        | 1        | 0        | 270      |          |
| 20        | Hong Čong-ho    | 12. srpna 1989 (24 let)    | FC Augsburg             | 24 (1)        | 3        | 0        | 1        | 0        | 253      |          |
| 22        | Pak Ču-ho       | 16. ledna 1987 (27 let)    | 1. FSV Mainz 05         | 13 (0)        | 0        | 0        | 0        | 0        | 0        |          |
| Záložníci |                 |                            |                         |               |          |          |          |          |          |          |
| 7         | Kim Po-kjong    | 6. října 1989 (24 let)     | Cardiff City FC         | 27 (3)        | 2        | 0        | 0        | 0        | 30       |          |
| 8         | Ha Te-song      | 2. března 1985 (29 let)    | Peking Čung-che Kuo-an  | 13 (0)        | 0        | 0        | 0        | 0        | 0        |          |
| 9         | Son Hung-min    | 8. července 1992 (21 let)  | Bayer 04 Leverkusen     | 24 (6)        | 3        | 1        | 1        | 0        | 247      |          |
| 13        | Ku Ča-čchol –   | 27. února 1989 (25 let)    | 1. FSV Mainz 05         | 36 (12)       | 3        | 1        | 1        | 0        | 270      |          |
| 14        | Han Kuk-jong    | 19. dubna 1990 (24 let)    | Kašiwa Reysol           | 9 (0)         | 3        | 0        | 1        | 0        | 213      |          |
| 15        | Pak Čong-u      | 10. března 1989 (25 let)   | Kuang-čou City FC       | 10 (0)        | 0        | 0        | 0        | 0        | 0        |          |
| 16        | Ki Song-jong    | 24. ledna 1989 (25 let)    | Sunderland AFC          | 58 (5)        | 3        | 0        | 1        | 0        | 270      |          |
| 17        | I Čchong-jong   | 2. července 1988 (25 let)  | Bolton Wanderers FC     | 54 (6)        | 3        | 0        | 0        | 0        | 244      |          |
| Útočníci  |                 |                            |                         |               |          |          |          |          |          |          |
| 10        | Pak Ču-jong     | 10. července 1985 (28 let) | Watford FC              | 62 (24)       | 2        | 0        | 0        | 0        | 113      |          |
| 11        | I Kun-ho        | 11. dubna 1985 (29 let)    | Kimčchon Sangmu FC      | 63 (18)       | 3        | 1        | 0        | 0        | 105      |          |
| 18        | Kim Šin-uk      | 14. dubna 1988 (26 let)    | Ulsan Hyundai FC        | 27 (3)        | 2        | 0        | 0        | 0        | 99       |          |
| 19        | Či Tong-won     | 28. května 1991 (23 let)   | FC Augsburg             | 27 (8)        | 2        | 0        | 0        | 0        | 29       |          |
| Trenér    |                 |                            |                         |               |          |          |          |          |          |          |
|           | Hong Mjong-po   | 12. února 1969 (45 let)    |                         | 17 (4 výhry)  |          |          |          |          |          |          |

## Rusko
- Konečná nominace proběhla 2. června 2014 a bylo v ní nominováno celkem 23 fotbalistů.[6] Přetrvávající zranění Achillovy šlachy vyřadilo ze sestavy záložníka Romana Širokova, jehož později nahradil Pavel Mogilevec.[7] Záložník Děnis Čeryšev odcestoval s týmem do Brazílie jako rezervní hráč.[8]

| Č.        | Jméno                | Datum narození              | Klub                     | Zápasy (góly) | Na MS    | Na MS    | Na MS    | Na MS    | Na MS    |          |
| Č.        | Jméno                | Datum narození              | Klub                     | Zápasy (góly) | Z        | G        | ŽK       | ČK       | min.     |          |
| Brankáři  | Brankáři             | Brankáři                    | Brankáři                 | Brankáři      | Brankáři | Brankáři | Brankáři | Brankáři | Brankáři | Brankáři |
| --------- | -------------------- | --------------------------- | ------------------------ | ------------- | -------- | -------- | -------- | -------- | -------- | -------- |
| 1         | Igor Akinfejev       | 8. dubna 1986 (28 let)      | PFK CSKA Moskva          | 68 (0)        | 3        | 0        | 0        | 0        | 270      |          |
| 12        | Jurij Lodygin        | 26. května 1990 (24 let)    | FK Zenit Sankt-Petěrburg | 2 (0)         | 0        | 0        | 0        | 0        | 0        |          |
| 16        | Sergej Ryžikov       | 19. září 1980 (33 let)      | FK Rubin Kazaň           | 1 (0)         | 0        | 0        | 0        | 0        | 0        |          |
| Obránci   |                      |                             |                          |               |          |          |          |          |          |          |
| 2         | Alexej Kozlov        | 25. prosince 1986 (27 let)  | FK Dynamo Moskva         | 10 (0)        | 2        | 0        | 1        | 0        | 152      |          |
| 3         | Georgij Ščennikov    | 27. dubna 1991 (23 let)     | PFK CSKA Moskva          | 4 (0)         | 0        | 0        | 0        | 0        | 0        |          |
| 4         | Sergej Ignaševič     | 14. července 1979 (34 let)  | PFK CSKA Moskva          | 99 (5)        | 3        | 0        | 0        | 0        | 270      |          |
| 5         | Andrej Semjonov      | 24. března 1989 (25 let)    | RFK Achmat Groznyj       | 1 (0)         | 0        | 0        | 0        | 0        | 0        |          |
| 13        | Vladimir Granat      | 22. května 1987 (27 let)    | FK Dynamo Moskva         | 5 (0)         | 0        | 0        | 0        | 0        | 0        |          |
| 14        | Vasilij Berezuckij – | 20. června 1982 (31 let)    | PFK CSKA Moskva          | 78 (4)        | 3        | 0        | 0        | 0        | 270      |          |
| 18        | Jurij Žirkov         | 20. srpna 1983 (30 let)     | FK Dynamo Moskva         | 60 (0)        | 1        | 0        | 0        | 0        | 71       |          |
| 22        | Andrej Ješčenko      | 9. února 1984 (30 let)      | FK Anži Machačkala       | 12 (0)        | 2        | 0        | 0        | 0        | 118      |          |
| Záložníci |                      |                             |                          |               |          |          |          |          |          |          |
| 7         | Igor Děnisov         | 17. května 1984 (30 let)    | FK Dynamo Moskva         | 43 (0)        | 2        | 0        | 0        | 0        | 63       |          |
| 8         | Děnis Glušakov       | 27. ledna 1987 (27 let)     | FK Spartak Moskva        | 26 (3)        | 3        | 0        | 1        | 0        | 252      |          |
| 10        | Alan Dzagojev        | 17. června 1990 (23 let)    | PFK CSKA Moskva          | 32 (8)        | 3        | 0        | 0        | 0        | 61       |          |
| 15        | Pavel Mogilevec      | 25. ledna 1993 (21 let)     | FK Rubin Kazaň           | 2 (0)         | 0        | 0        | 0        | 0        | 0        |          |
| 17        | Oleg Šatov           | 29. července 1990 (23 let)  | FK Zenit Sankt-Petěrburg | 7 (2)         | 3        | 0        | 1        | 0        | 209      |          |
| 19        | Alexandr Samedov     | 19. července 1984 (29 let)  | FK Lokomotiv Moskva      | 17 (3)        | 3        | 0        | 0        | 0        | 270      |          |
| 20        | Viktor Fajzulin      | 22. dubna 1986 (28 let)     | FK Zenit Sankt-Petěrburg | 19 (4)        | 3        | 0        | 0        | 0        | 270      |          |
| 21        | Alexej Ionov         | 18. února 1989 (25 let)     | FK Dynamo Moskva         | 5 (0)         | 0        | 0        | 0        | 0        | 0        |          |
| 23        | Dmitrij Kombarov     | 22. ledna 1987 (27 let)     | FK Spartak Moskva        | 22 (1)        | 3        | 0        | 1        | 0        | 270      |          |
| Útočníci  |                      |                             |                          |               |          |          |          |          |          |          |
| 6         | Maxim Kanunnikov     | 14. července 1991 (22 let)  | FK Rubin Kazaň           | 2 (0)         | 2        | 0        | 0        | 0        | 99       |          |
| 9         | Alexandr Kokorin     | 19. března 1991 (23 let)    | FK Dynamo Moskva         | 21 (5)        | 3        | 1        | 0        | 0        | 270      |          |
| 11        | Alexandr Keržakov    | 27. listopadu 1982 (31 let) | FK Zenit Sankt-Petěrburg | 80 (25)       | 3        | 1        | 0        | 0        | 101      |          |
| Trenér    |                      |                             |                          |               |          |          |          |          |          |          |
|           | Fabio Capello        | 18. června 1946 (67 let)    |                          | 20 (12 výher) |          |          |          |          |          |          |